# Лопаре (громада)
Лопаре (серб. Општина Лопаре) — боснійська громада, розташована в регіоні Бієліна Республіки Сербської. Адміністративним центром є місто Лопаре.